# بلوتو (ديزني)
بلوتو (بالإنجليزية: Pluto)‏ شخصية كرتونية خيالية، اشتهر بصفته الكلب المدلل لميكي ماوس، ظهر أول مرة عام 1930. وعلى غير عادة ديزني، فهو لا يتكلم رغم انه كلب مثل بندق.

## وصلات خارجية
- بلوتو على موقع ميوزك برينز (الإنجليزية)